# Distrito de Orcopampa
Orcopampa es un distrito (municipio) situado en la provincia de Castilla, en el departamento de Arequipa,   Perú. Según el censo de 2017, tiene una población de 8800 habitantes.
Desde el punto de vista jerárquico de la Iglesia católica forma parte de la Prelatura de Chuquibamba en la Arquidiócesis de Arequipa.

## Historia
El distrito fue creado mediante Decreto del 22 de octubre de 1886.

## Geografía
Está ubicado a 3820 metros sobre el nivel del mar y a 354 kilómetros de la ciudad de Arequipa, aproximadamente 10 horas en bus.
Su clima es frío.
Se localiza en la comarca de Castilla Alta, ubicada entre los 3000 y los 4000 metros sobre el nivel del mar y formada por grandes llanuras, puna y cordilleras, zona conocida como el Altiplano. La puna ubicada entre los 4000 y 4500 metros sobre el nivel del mar  es un área plana, cubierta de ichu y tola. A esta zona pertenece parte del distrito.
La cordillera de los Andes queda ubicada encima de los 4500 metros sobre el nivel del mar y presenta nieves perpetuas afectadas por el cambio climático. Representa a esta zona la cordillera del Chila, el nevado Coropuna y la cadena de cerros ubicados en los distritos de Andagua y de Uñón.

## Centros poblados
Orcopampa, Huimpilca, Marcani, Misapuquio, Tintaymarca, Vizcacuto, Huancarama, Misahuanca, Panagua, Alhuire, Sarpane, Calera.
Orcopampa es un centro de carácter minero y de servicios. Su área urbana esta cercana a la zona de explotación minera, lo que la hace susceptible a la contaminación que produce esta actividad.

## Patrimonio
Se caracteriza por poseer muchas iglesias católicas, entre la que destaca la de Misahuanca.

## Autoridades

### Municipales
- 2023-2026
  - Alberto Choquehuanca Huamani (Movimiento Regional Revalora)
- 2019-2022
  - Alcalde: Juan Carlos Llerena Huamani, (Fuerza popular)
- 2015-2018
  - Alcalde: Aurelio Nicolas VIlca Giralso, (Fuerza Arequipeña)
- 2011-2014[5]
  - Alcalde: Eustaquio Peña Sivincha, del Movimiento Arequipa Renace (AR).
  - Regidores: Constantino Víctor Patiño Herencia (AR), Fabiana Martha Quispe Vilcape (AR), Washington Aparicio Huaracha (AR), Silvia Antonieta Quintana Patiño (AR), Eustaquio Agapito Hachire Ccapa (Fuerza Arequipeña).
- 2007-2010:
  - Alcalde: Aurelio Nicolás Vilca Giraldo.

### Religiosas
- Obispo Prelado: Mons.Jorge Enrique Izaguirre CSC.
- Parroquia Virgen María Inmaculada: Párroco Prb. Max Álvarez Palza, OFMCap.

## Festividades
- Inmaculada Concepción.

## Turismo
Destino turístico del sur del Perú, uniendo el Valle del Colca con el Valle de los Volcanes, con rutas para turistas a pie, a caballo, a caballo y bicicleta de alta montaña, además de contar con lugares para camping.

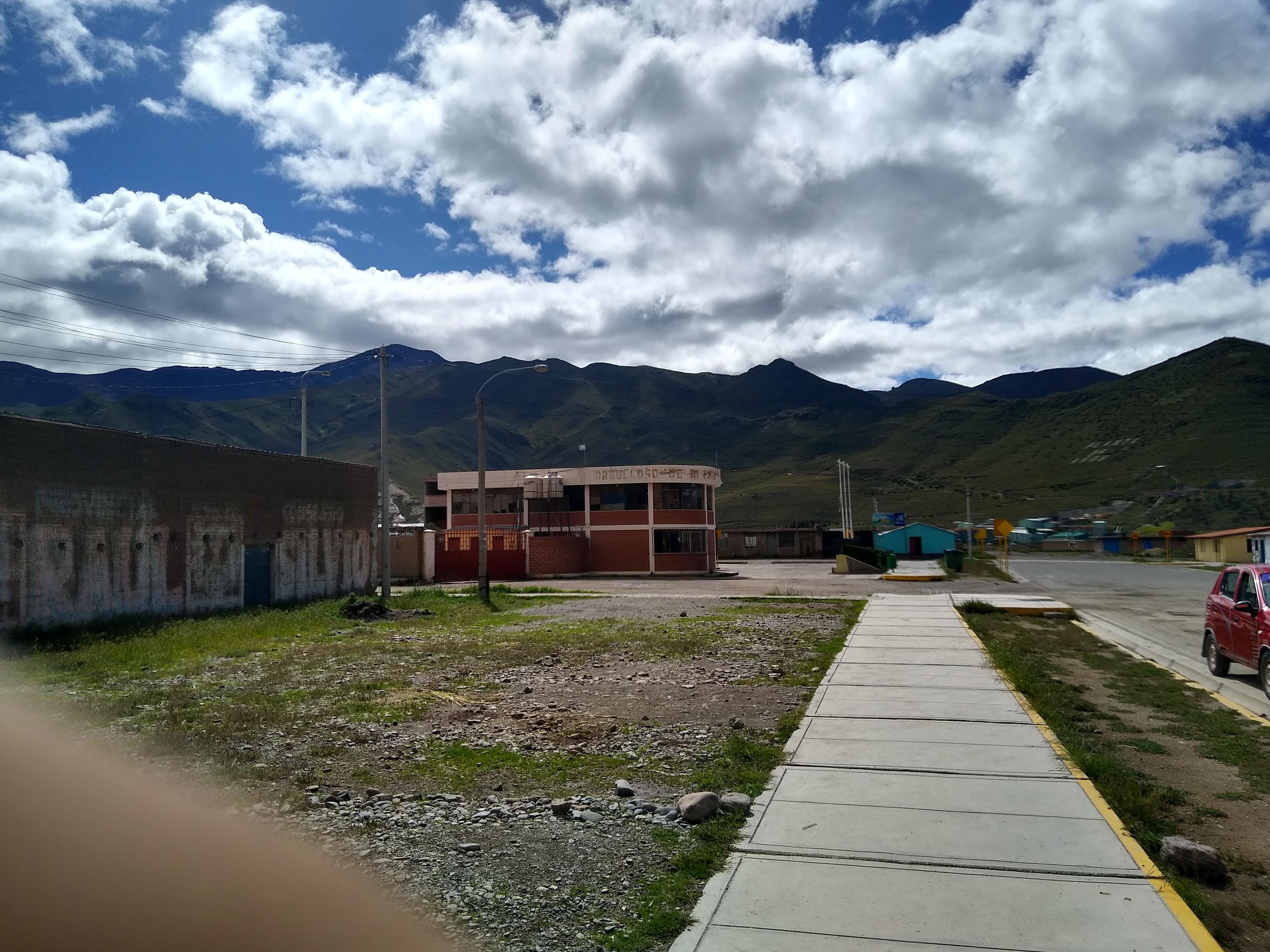
Vista del terminal de Orcopampa